# IC 715/1
IC 715/1 је спирална галаксија у сазвијежђу Пехар која се налази на листи објеката дубоког неба у Индекс каталогу.
Деклинација објекта је - 8° 22' 32" а ректасцензија 11h 36m 54,3s. Привидна величина (магнитуда) објекта IC 715 износи 15,0 а фотографска магнитуда 15,8.